# Paule Fercoq
Paule Fercoq du Leslay, née à Jemelle le 12 décembre 1895 et morte le 26 mars 1948 à Paris, est une athlète française. 

## Biographie
Paule Augusta Florence Fercoq du Leslay de Keravegevel est la fille de Louis Jules Marie Fercoq du Leslay de Keravegevel et de Valérie Marie Poncin.
Elle remporte la hauteur lors des Championnats de France d'athlétisme 1918 et 1919.
Elle établit le premier Record de France du saut en hauteur en 1918, en passant 1,29 m. L'année suivante, elle franchit 1,32 m.
Elle est morte à son domicile parisien de la rue Frédérick-Lemaître.

## Record de France
- hauteur : 1,32 m